# Анджей Мунк
А̀нджей Мунк (на полски: Andrzej Munk) е полски филмов режисьор, сценарист и оператор. Един от водещите творци на полското филмово течение известно с наименованието „полска филмова школа“. В периода 1957 – 1961 година преподава в Лодзкото филмово училище. Загива трагично в автомобилна катастрофа.
Филмовото му майсторство получава международно признание. Филмите „Небесносин кръст“ (Błękitny krzyż, 1955), „Разходка из стария град“ (Spacerek staromiejski, 1958) и „Пасажерката“ (Pasażerka, 1964) са наградени на Филмовия фестивал във Венеция, а „Пасажерката“ получава награда и от Филмовия фестивал в Кан.
По време на Втората световна война е войник в редиците на Армия Крайова с псевдоним „Матеуш“, взема участие във Варшавското въстание.

## Филмография

### Документални и късометражни филми
- Sztuka młodych (1949)
- Zaczęło się w Hiszpanii (1950)
- Nauka bliżej życia (1951)
- Kierunek Nowa Huta (1951)
- Bajka (1952)
- Pamiętniki chłopów (1952)
- Kolejarskie słowo (1953)
- Gwiazdy muszą płonąć (1954)
- Niedzielny poranek. Scherzo (1955)
- Spacerek staromiejski (1958)
- Polska kronika filmowa (1959)

### Игрални филми
- Небесносин кръст (Błękitny krzyż, 1955)
- Човек върху релсите (Człowiek na torze, 1956)
- Героика (Eroica, 1957)
- Лош късмет (Zezowate szczęście, 1960)
- Пасажерката (Pasażerka, 1963)

### Телевизионни спектакли
- Wieczory generalskie (1959)
- Pasażerka (1960)
- Arlekinada (1961)